# دامر - الوحش: قصة جيفري دامر
دامر - الوحش: قصة جيفري دامر (بالإنجليزية: Dahmer – Monster: The Jeffrey Dahmer Story) هو مسلسل قصير جريمة دراما أمريكي مبني على قصة القاتل المتسلسل جيفري دامر، المسلسل من بطولة ايفان بيترز، ريتشارد جينكينز، أندريا ميلر، مولي رينجوالد ونيسي ناش، صدر على منصة نتفليكس في 21 سبتمبر 2022.

## روابط خارجية
- دامر - الوحش: قصة جيفري دامر على موقع ميتاكريتيك (الإنجليزية)
- دامر - الوحش: قصة جيفري دامر على موقع روتن توميتوز (الإنجليزية)
- دامر - الوحش: قصة جيفري دامر على موقع نتفليكس (الإنجليزية)
- دامر - الوحش: قصة جيفري دامر على موقع فيلمافينيتي (الإسبانية)
- دامر - الوحش: قصة جيفري دامر على موقع كينوبويسك (الروسية)
- دامر - الوحش: قصة جيفري دامر على موقع ألو سيني (الفرنسية)
- دامر - الوحش: قصة جيفري دامر على موقع قاعدة بيانات الفيلم (الإنجليزية)